# Margret Kreidl
Margret Kreidl (Salzburg, 1964. január 2. –) osztrák szabadfoglalkozású író, aki számos színdarabot, hangjátékot, verset, librettót és prózát jelentetett már meg.

## Pályafutása
Grazban tanult szociológiát és nyelveket, ott kezdődött irodalmi pályafutása is. 2003-ban ő volt a Writer in Residence az Allegheny College-ban, a Meadville-ben, Pennsylvaniában. Jelenleg Bécsben él.
Legújabb könyvében, az Eine Schwalbe falten című kötetben két testvér, Edith és Judith történetét meséli el, akik a megtévesztésig hasonlítanak egymásra. De egyszersmind egy betegség története is. A könyvet szólások, listák, párbeszédek, dalok alkotják, amik nem állnak össze maradéktalan elbeszéléssé. Ahogy az emlékezet sem, amit újra és újra darabokból kell összerakni. Ez a mű a valóra vált álmok, rémálmok és mesék albuma.

## Kitüntetései
- 1994: Reinhard Priessnitz-díj
- 1996: Literaturförderungspreis der Stadt Graz – Graz város támogatása
- 2000: Förderungspreis der Stadt Wien – Bécs város díja
- 2001: Siemens-díj, Bécs

## Művei

### Ősbemutatók
- 1990 Asilomar, Színpadi kollázs, fabrik, Graz
- 1992 Auf die Plätze. Sportolódráma, Koblenzi Városi Színház
- 1993 Damen. Kontakte, Zene: Ernst Christian Rinner, Forum Stadtpark, Graz
- 1993 Halbe Halbe. Egy darab, Forum Stadtpark Theater, Graz
- 1994 Unter Wasser. Öt felvonás, Volkstheater Bécs; DE, Akademie Schloß Solitude, Stuttgart
- 1995 Unter Wasser. Öt felvonás, Reihe Junge Autoren Berliner Ensemble, Vendégjáték: Theater an der Winkelwiese, Zürich; Théâtre de Poche, Bienne
- 1997 Dankbare Frauen. Komédia, Postfuhramt Berlin–Mitte
- 1998 Unter Wasser. Öt felvonás egy énekesnővel és 13 hangszeres zenésszel, Zene: Richard Barrett, Paradiso, Amsterdam; ÖE Steirischer Herbst, Graz
- 1999 Stilleben mit Wurmloch, Zene: Richard Barrett, Hang: Ute Wassermann, Podewil, Berlin; Mehlspeisenarie.
- 1999 Dramolett, Burgtheater, Bécs
- 2001 Auf gut Deutsch, Marstall, München
- 2001 Grinshorn und Wespenmaler. Szülőfölddrámák, Amerlinghaus, Bécs
- 2004 Schneewittchen und die Stahlkocher, Theater Phönix, Linz
- 2004 Fünf Akte, Olvasószínház, Stadttheater Bremen
- 2006 Jedem das Seine; Theater Phönix, Linz;
- 2006 Tu misma, Komposition: Ana Maria Rodriquez/Ute Wassermann, Wittener Tage für Kammermusik
- 2006 Dankbare Frauen/Des femmes reconnaisstantes, lecture spectacle, Théâtre Artistic Athévains, Paris

### Kiadványok
- 1995: Meine Stimme, edition gegensätze, Graz
- 1996: Ich bin eine Königin. Auftritte, Wieser Verlag, Klagenfurt
- 1998: In allen Einzelheiten. Katalog, Ritter Verlag, Klagenfurt
- 1999: Süße Büsche, Das fröhliche Wohnzimmer, Wien
- 2001: Grinshorn und Wespenmaler. 34 Heimatdramen, Das fröhliche Wohnzimmer, Wien
- 2002: Laute Paare. Szenen Bilder Listen, mit CD, Edition Korres-pondenzen, Wien
- 2005: Mitten ins Herz, Edition Korrespondenzen, Wien

### Hangjátékok
- 1993 Halbe Halbe, ORF, Ö1
- 1994 Meine Stimme, Gesang: Ute Wassermann, ORF Ö1
- 1996 Reiten, ORF Ö1
- 1998 Auf der Couch, ORF Ö1
- 2000 Privatprogramm, ORF Ö1
- 2002 Heimatkunde, ORF Ö1
- 2003 Spuren, Schwärme, ORF Ö 1
- 2004 Wir müssen reden, ORF Ö1
- 2006 Von Herzen, mit Schmerzen, ORF Ö1

## Fordítások
- 1996 Domino, kétnyelvű, német-bolgár kiadvány, fordította és a kötetet gondozta Nikolina Burneva, Bibliotheca Austriaca, Pik Verlag, Veliko Târnovo
- 1997 Királynő vagyok, fordította Tandori Dezső, Magyar Lettre, 25. szám (1997, Nyár)
- 2005 Le bonheur sur la colline. operette politique, franciára fordította Catherine Weinzaepflen és mások, Éditions Al Dante, Paris
- 2005 Hitri streli, resnicne povedi, szlovénra fordította Urska P. Cerne, Verlag Apokalipsa, Laibach
- 2010 Elővett szőnyeg, fordította Fodor Orsolya, Zintzen Irodalmi Szalon